# Cessão de direitos autorais
A cessão de direitos autorais é um instrumento jurídico por meio do qual os direitos sob uma obra são transferidos permanentemente para outra parte. Destaca-se que, com a cessão, o autor ou o titular de direitos entrega de forma definitiva essa titularidade, não cabendo reversão deste negócio jurídico (salvo em situações em que se discute a nulidade do mesmo). 
Costuma-se dizer, então, que esse tipo de contrato equivale a uma “compra e venda de bem móvel”, quando for oneroso, ou a uma doação, quando for gratuito. A Lei de Direitos Autorais (Lei nº 9.610/98) têm regras próprias para esta modalidade de contrato, as quais constam dos Arts. 49 e 50, que dispõem sobre questões como territorialidade e modalidades de utilização.

## Problemática atual
Muitos autores, titulares e até advogados, acabam confundindo o conceito de cessão de direitos com o de licença de direitos autorais, o que pode se transformar em desgastantes demandas judiciais. Por isso, é importante destacar que, enquanto a cessão envolve a perenidade mencionada acima, a licença possui prazo determinado e costuma ser considerada frágil quando fixada por períodos desproporcionais quando analisado o objeto licenciado, em que pese tal questão seja passível de discussão.
1. ↑  NUPPI (2025). Glossário de Propriedade Intelectual. Florianópolis: [s.n.] p. 7. ISBN 9786501365169